# 长臀鲃
长臀鲃（学名：Mystacoleucus marginatus）为鲤形目鲤科长臀鲃属的鱼类。该物种主要分布于爪哇以及澜沧江下游及其支流水系等。该物种的模式产地在爪哇。

## 扩展阅读
維基物種上的相關：长臀鲃